# Neuer Knabenchor Hamburg
Der Neue Knabenchor Hamburg (NKH) ist ein überkonfessioneller Chor an der Staatlichen Jugendmusikschule Hamburg. Er wurde 1991 von Brigitte Siebenkittel gegründet. Künstlerischer Leiter ist seit 2012 Jens Bauditz.

## Geschichte
Der Neue Knabenchor Hamburg ging 1991 aus dem Hamburger Knabenchor St. Nikolai hervor. Brigitte Siebenkittel begründete eine Kooperation mit der Staatlichen Jugendmusikschule Hamburg. Nach anfänglichen Problemen wie Sängermangel feierte der Chor schnell erste Erfolge und nahm 1993, zwei Jahre nach seiner Gründung, erfolgreich am Landeschorwettbewerb teil. 1998 konnte man schließlich den zweiten Platz beim Bundeschorwettbewerb in Regensburg erringen. 2003 verabschiedete sich dann die bisherige Chorleiterin Brigitte Siebenkittel vom Knabenchor. An ihre Stelle trat Ulrich Kaiser, ein Dirigent, der in seiner Jugend beim Dresdner Kreuzchor und dem Windsbacher Knabenchor aktiv war. Er erweiterte den Chor unter anderem um etliche Vorchöre und vergrößerte die Zahl der Sänger im Konzertchor. Anfang 2012 verließ Ulrich Kaiser den Chor und übernahm die Leitung des MDR-Kinderchores in Leipzig, mittlerweile leitet er den Knabenchor Unser Lieben Frauen Bremen. Seine Nachfolge trat zum gleichen Zeitpunkt Jens Bauditz, ebenfalls ein ehemaliger Kruzianer, an.
Im Jahr 2016 feierte der Chor sein 25-jähriges Bestehen. Höhepunkte waren das Jubiläumskonzert „Horizonte“ und die Veröffentlichung der CD A Festival of Nine Lessons and Carols.
Seit 2020 besteht eine Kooperation zwischen dem NDR Vokalensemble und dem Neuen Knabenchor Hamburg.

## Repertoire
Der Chor fühlt sich in erster Linie anspruchsvoller A-cappella-Musik aus allen Epochen verpflichtet. Viele der aufgeführten Werke sind von Heinrich Schütz oder Johann Sebastian Bach, aber auch von Maurice Duruflé oder Hermann von Reichenau. Jedoch begleiten die Knaben des Konzertchores auch alljährlich zahlreiche Aufführungen der Matthäus-Passion und durften auch schon beim War Requiem von Benjamin Britten, einem Herr-der-Ringe-Festival und dem international bekannten Schleswig-Holstein-Musik-Festival teilnehmen. Der Chor sang in der Weihnachtssaison 2009 vier Bach-Kantaten und 2010 Lieder mit Orgel-Improvisation. Bisher wirkte der Chor an zwei Produktionen des Deutschen Schauspielhauses mit (Rust ein Deutscher Messias und Wer einmal aus dem Blechnapf frisst). Im Herbst 2011 feierte der Chor sein 20-jähriges Jubiläum und veranstaltete deshalb zusammen mit dem Ensemble „The Playfords“ aus Leipzig ein großes Jubiläumskonzert in der Hauptkirche St. Johannis in Harvestehude. In den Jahren 2011–2015 wurde das Weihnachtsoratorium (jeweils Kantaten 1–3 und 6) zusammen mit Solisten und dem Hamburger Barockorchester aufgeführt.
Im Jahr 2014 hat der Neue Knabenchor Hamburg in seinem großen Adventskonzert A Festival of Nine Lessons and Carols eine fast 100 Jahre alte englische Tradition aufgegriffen. Unterstützt wurde der Chor durch den bekannten Hamburger Schauspieler Peter Franke, der die Lesungen hielt. Das wurde im Dezember 2015 wiederholt. Diesmal wurde Rufus Beck als Sprecher gewonnen, dieser war auch 2016 anwesend. In den Jahren 2017 und 2018 wurde der Chor durch Katharina Thalbach unterstützt. Für 2019 kehrte Rufus Beck als Sprecher zurück. Beim Online-Konzert 2020 trugen die Chorsänger verschiedene Texte vor, 2021 hielten Mark Lyndon und einige Sänger die Lesungen. 2022 hielt Anna Thalbach die Lesungen, 2023 Corinna Harfouch, 2024 erneut Rufus Beck.
Beim vom Neuen Knabenchor Hamburg 2022 erstmals ausgerichteten norddeutschen „Knabenchorfestival“ Hear the Boys kamen die Chorknaben Uetersen, die Lübecker Knabenkantorei und der Knabenchor Unser Lieben Frauen Bremen mit den Gastgebern im Hamburger Michel zusammen. Im Oktober 2024 wurde das Festival wiederholt, anstelle des Bremer Knabenchores nahm der Kieler Knabenchor teil.

## Gastreisen
Trotz seiner recht jungen Geschichte hat der Chor bereits einige große Reisen unternommen. Im Rahmen von Tourneen bereiste er die USA, Tschechien, Israel, Spanien und Island.
Im November 2007 nahm der Chor an den Feierlichkeiten des Volkstrauertages im Bundestag teil. Oktober 2009 reiste der Chor nach Rom, wo es eine Audienz bei Papst Benedikt XVI. gab. 2011 führte eine Reise den Chor nach Barcelona, 2013 in die Niederlande. Im Herbst 2015 fand eine Chorreise nach Wien statt. Dort kam es auch zu einem Treffen mit den Wiener Sängerknaben. Seit Mai 2016 unterhält der Chor eine Patenschaft mit dem MDR-Kinderchor, die bisher durch zwei Besuche bestärkt wurde. Im Jahr 2018 führte die Gastspielreise den Chor nach England und besuchte die Städte London, Cambridge und Oxford. In Cambridge wurde das King’s College besucht. Dort entstand vor mehr als 100 Jahren das Festival of Nine Lessons and Carols, das der Chor seit 2014 jährlich zu Weihnachten aufführt. 2022 reiste der Chor nach Ungarn und besuchte dabei die Städte Budapest, Mischkolz und Nyíregyháza. 2023 reiste der Chor erneut in die italienische Hauptstadt Rom. Für 2025 ist eine Reise in die USA geplant.

## Struktur
Der Neue Knabenchor Hamburg gliedert sich in vier verschiedene Alters- und Leistungsstufen:
- Vorchor 1: Jungen zwischen 3 und 5 Jahren
- Vorchor 2: Jungen zwischen 5 und 7 Jahren
- Vorchor 3: Jungen zwischen 7 und 9 Jahren
- Hauptchor: Jungen ab 9 Jahren

## Diskografie
Ära Siebenkittel
- 1998: Nu ward veel dusend Lichter hell (Mehrere Interpreten)
- 1999: In dulci Jubilo
- 2003: Via Crucis

Ära Kaiser
- 2006: Ich fahr dahin mein Straßen... (Mini-CD)
- 2008: Es singt und klingt mit Schalle

Ära Bauditz
- 2016: A Festival of Nine Lessons and Carols